# 奥山明日香
奥山 明日香（おくやま あすか、1987年11月25日 - ）は、東京都出身のタレント。身長160cm、スリーサイズはB81,W58,H89。以前はY・M・Oに所属していた。愛称は「あすピー」「あすかっち」「あすかちん」など。
芸能人女子フットサルチーム「FANTASISTA」の元メンバー。ポジションはゴレイロで、背番号は「1」を着用していた。
2006年10月17日のスフィアリーグすかいらーくグループシリーズ5thステージでは同じGKの鈴木彩が修学旅行で欠場。GKが一人しか居ない中、3試合を無失点に抑えてチームの優勝に大きく貢献した。
2008年3月30日に東京都八王子市の「FUNフットサルクラブ」で行われた「FANTASISTA CUP」を最後に退団した。